# Anras
Anras este un oraș în districtul Lienz, Tirol, Austria.